# Civitella in Val di Chiana
Civitella in Val di Chiana là một đô thị ở tỉnh Arezzo trong vùng Toscana, Ý. Tại thời điểm ngày 31 tháng 12 năm 2004, đô thị Civitella in Val di Chiana có dân số người và diện tích là km².